# Straub (Film)
Straub ist ein deutscher Dokumentarfilm des bildenden Künstlers und Filmemachers Stefan Hayn, der 40 seiner Gemälde in einem offenen, multimedialen Raum in Bezug zu den Filmen von Jean-Marie Straub und Daniele Huillet und deren Arbeitsweise setzt. Der Film wurde erstmals 2014 auf dem UNDERDOX-Filmfestival für Dokument und Experiment in München gezeigt. Regisseur Stefan Hayn gibt seit 2012 an der Universität der Künste auch Vorlesungen, in denen er sich mit dem Verhältnis von Malerei und Film auseinandersetzt. Der Kinostart war am 2. April 2015.

## Inhalt
In seinem doku-essayistischen Filmprojekt nähert sich Hayn dem Filmemacher-Duo Jean-Marie Straub und Danièle Huillet an, das mit Filmen wie Zu früh / Zu spät (1982), Klassenverhältnisse (1984) und Chronik der Anna Magdalena Bach (1968) von sich Reden machte. Dabei setzt er sie ins Verhältnis zur malerischen Vergegenwärtigung, um der neuen Kunstgeneration die Bedeutung von Straubs innovativer Kunstform begreiflich zu machen. Bestandteil des Films sind unter anderem auch Berichte zu den Dreharbeiten des Schönberg-Opernfilms Moses und Aron (1974). In seinen eigenen Ölbildern nimmt Hayn Bezug auf die Filme des Paares. Er zeigt die Entstehung der Bilder und thematisiert die Bedeutung von künstlerischen Traditionen.

## Kritik
Der Filmdienst urteilt, der „essayistische, auf persönliche Verbundenheit gründende Film“ erweise sich als eine „beherzte Verteidigung künstlerisch-ästhetischen Eigensinns, die um die Frage kreist, inwieweit sich der künstlerisch-politische Ansatz von Straub/Huillet sowie deren Strategie für das eigene Schaffen fruchtbar machen lassen“.